# James Alexander Seddon

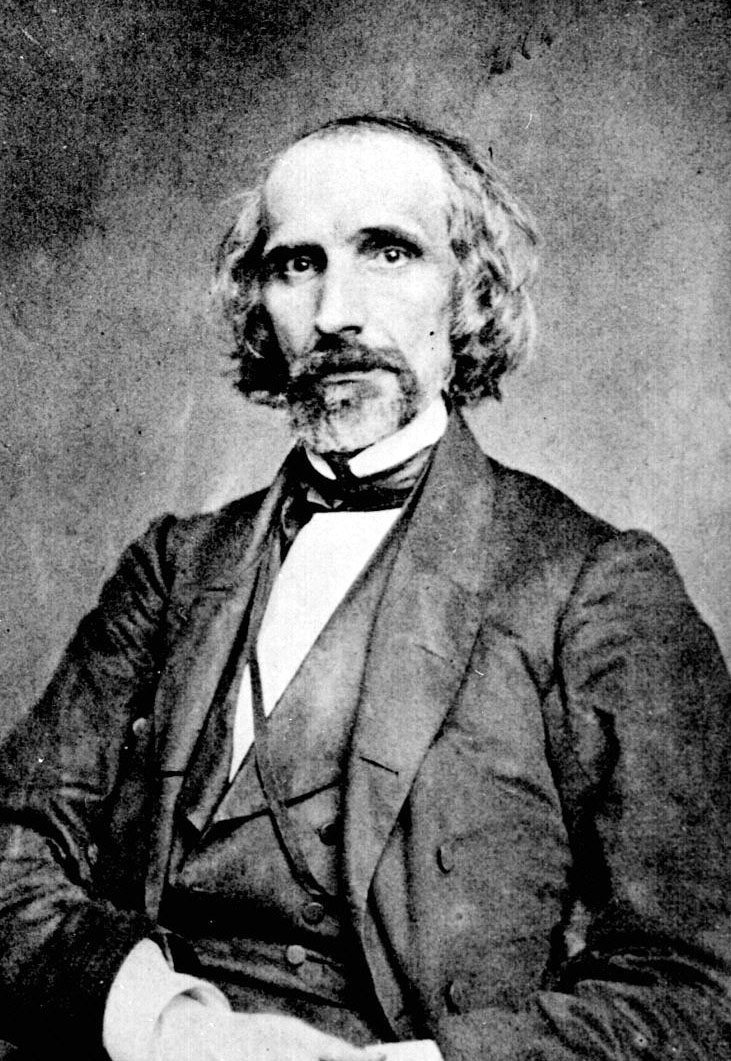
James Alexander Seddon

James Alexander Seddon (* 13. Juli 1815 in Falmouth, Stafford County, Virginia; † 19. August 1880 im Goochland County, Virginia) war ein US-amerikanischer Politiker (Demokratische Partei) und vom 21. Nov. 1862 bis 5. Feb. 1865 Kriegsminister der Konföderierten Staaten von Amerika.

## Herkunft und Werdegang
Er war der Sohn des Bankiers einer Investmentbank Thomas und seiner Frau Susan (Alexander) Seddon. Nachdem er durch einen Privatlehrer unterrichtet worden war, erlangte er an der Juristischen Fakultät der University of Virginia 1835 einen Abschluss in Jura und wurde 1838 als Rechtsanwalt in Virginia zugelassen. Er war ein glühender Anhänger von John C. Calhoun und ging seinem Beruf als Anwalt in Richmond nach. Dort wurde er als Anwalt bekannt und heiratete 1845 Sarah Bruce, die Tochter eines wohlhabenden Pflanzers.

## Politische Laufbahn
Von 1845 bis 1847 und von 1849 bis 1851 war Seddon Abgeordneter im Repräsentantenhaus der Vereinigten Staaten, wobei er die Wiederwahl jeweils ablehnte. Danach zog er sich auf seine Plantage im Goochland County zurück, um das Leben eines Landjunkers zu führen.

## Sezessionszeit
Als Delegierter auf der erfolglosen Friedenskonferenz in Washington, D.C. 1861 befürwortete Seddon die Sezession. Er war auch Delegierter im Provisorischen Konföderiertenkongress in Richmond. Zunächst hatte er die Wahl gegen William Cabell Rives verloren, wurde aber doch noch im Juni 1861 zum Delegierten ernannt. Er war ein begeisterter Anhänger von Jefferson Davis, wich aber von der Linie seiner Unterstützung der Regierung ab, als er für niedrigere Steuern und steuerliche Ausnahmen stimmte. Er verzichtete zunächst auf eine Kandidatur für den regulären CS-Kongress. Nach dem Rücktritt von Roger Atkinson Pryor im April 1862 kandidierte er aber für dessen Nachfolge im Parlament, verlor jedoch die Wahl. Auch nach dem Rücktritt von George Wythe Randolph im November 1862 scheiterte er bei der Wahl. Vom 21. November 1862 bis zum 5. Februar 1865 war er Kriegsminister im Kabinett von CS-Präsident Davis. Davis’ instinktive Streitlust, der viele seiner Entscheidungen zu Grunde lagen, und seine Wahl von bedingungslosen Ja-Sagern bestimmten das Handeln des Präsidenten. Seddon sah den Krieg im großen Rahmen und ersann vieles von der Zielplanung für die konföderierten Offensivstrategie und den totalen Krieg gegen die Unionsarmee des Nordens. Er war erfolgreich bei der Dezentralisierung der Befehlsstruktur in der Konföderiertenarmee und schuf den Westlichen Distrikt. Trotz allem erwies er sich als schlechter Verwalter seines Ministeriums. Er war nicht in der Lage, mit dem Stab in seinem Ministerium zusammenzuarbeiten oder seine Ideen und Taktiken mit denen des Präsidenten zu koordinieren. Am 5. Februar 1865 trat er von seinem Amt zurück und kehrte auf seine Plantage zurück. Nach dem Krieg bekannte er, dass sein Leben ein einziger Irrtum gewesen sei. Er wurde interniert, aber bald wieder freigelassen.

## Nachkriegszeit
Seddon ging zurück in sein Geschäft nach Richmond und unterstützte zeitweilig die Konservative Partei von Virginia. Er starb am 19. August 1880 auf seiner Plantage Sabot Hill im Goochland County und wurde auf dem Hollywood Cemetery in Richmond beigesetzt.